# John Eriksen
John Eriksen (20. listopadu 1957, Svendborg – 12. února 2002, Kodaň) byl dánský fotbalista, útočník. Zemřel 12. února 2002 ve věku 44 let na Alzheimerovu chorobu.

## Fotbalová kariéra
Začínal v rodném Dánsku v druholigovém FC Svendborg. Dále hrál za Odense BK, Roda JC Kerkrade, FC Mulhouse, Feyenoord, Servette FC, FC Luzern a končil v dánské třetí nejvyšší soutěži v FC Svendborg. Na Mistrovství světa ve fotbale 1986 nastoupil ve 2 utkáních a dal 1 gól. Na Mistrovství Evropy ve fotbale 1988 nastoupil ve 2 utkáních. Za dánskou reprezentaci nastoupil v letech 1981-1988 v 17 utkáních a dal 6 gólů. V Poháru mistrů evropských zemí nastoupil ve 4 utkáních a dal 1 gól a v Poháru UEFA nastoupil v 10 utkáních a dal 1 gól. Byl nejlepším střelcem dánské ligy v letech 1978 a 1979, francouzské druhé ligy v roce 1985 a švýcarské ligy v letech 1987 a 1988.

## Ligová bilance
| Ročník                      | Zápasy | Góly | Klub             |
| --------------------------- | ------ | ---- | ---------------- |
| 2. dánská liga 1975         | -      | -    | FC Svendborg     |
| 2. dánská liga 1976         | -      | -    | FC Svendborg     |
| 2. dánská liga 1977         | -      | -    | FC Svendborg     |
| 1. dánská liga 1978         | 29     | 22   | Odense BK        |
| 1. dánská liga 1979         | 28     | 22   | Odense BK        |
| 1. nizozemská liga 1979/80  | 12     | 0    | Roda JC Kerkrade |
| 1. nizozemská liga 1980/81  | 34     | 21   | Roda JC Kerkrade |
| 1. nizozemská liga 1981/82  | 33     | 19   | Roda JC Kerkrade |
| 1. nizozemská liga 1982/83  | 34     | 17   | Roda JC Kerkrade |
| 1. nizozemská liga 1983/84  | 30     | 23   | Roda JC Kerkrade |
| 2. francouzská liga 1984/85 | 34     | 27   | FC Mulhouse      |
| 1. nizozemská liga 1985/86  | 31     | 22   | Feyenoord        |
| 1. švýcarská liga 1986/87   | 29     | 28   | Servette FC      |
| 1. švýcarská liga 1987/88   | 34     | 36   | Servette FC      |
| 1. švýcarská liga 1988/89   | 24     | 11   | Servette FC      |
| 1. švýcarská liga 1989/90   | 35     | 21   | FC Luzern        |
| 1. švýcarská liga 1990/91   | 35     | 16   | FC Luzern        |
| CELKEM 1. liga              | 388    | 258  |                  |